# Michael Phillips (futbolista)
Michael Phillips (22 de enero de 1983) es un exfutbolista inglés que actualmente es entrenador de los equipos sub-23 del Maidstone United, equipo de la National League.

## Carrera
Phillips comenzó su carrera con el Gillingham, que jugaba en ese momento en la Football League First Division. Debutó en el primer equipo del club contra el Blackburn Rovers en mayo de 2001. Sin embargo, esta sería su única aparición, ya que su carrera posterior estuvo plagada de lesiones. Se vio obligado a retirarse del fútbol profesional en 2004 y luego jugó en ligas no profesionales para Worthing, Welling United, Ramsgate, Tonbridge Angels y Hastings United antes de fichar por el Maidstone United en diciembre de 2010. Phillips luego dejó los Stones en el verano de 2011 para unirse al Erith Town donde asumió el rol de jugador/asistente de entrenador, sin embargo, regresó al Maidstone en un rol de jugador en octubre de 2011. Phillips jugó para el Maidstone hasta 2014 y más tarde jugó para el Ashford United y el Sheppey United. Volvió a unirse al Maidstone como entrenador de los equipos sub-23 en 2021.

## Vida personal
En 2004, Phillips afirmó que él, sus padres y su novia Alex Day habían sido agredidos por la policía mientras estaban de vacaciones en Portugal. Phillips sufrió una fractura en la mandíbula y la nariz.